# محمود صوفی
محمود صوفی (انگلیسی: Mahmoud Soufi; ۲۰ اکتبر ۱۹۷۱ – ۲ ژوئن ۲۰۱۹) بازیکن فوتبال اهل قطر بود.

## باشگاهی
از باشگاه‌هایی که در آن بازی کرده‌است می‌توان به الغرافه اشاره کرد.

## تیم ملی
وی همچنین در تیم ملی فوتبال قطر بازی کرده‌است.